# Amandine Bourgeois
Amandine Bourgeois (Angulema, 12 de junio de 1979) es una cantante francesa. En 2008, ganó la sexta edición del talent show Nouvelle Star. El 22 de enero de 2013, se anunció que representaría a Francia en el Festival de la Canción de Eurovisión 2013 con la canción "L'enfer et moi".
Fue la encargada de abrir la final del Festival de Eurovision 2013. Dentro de los resultados, Amandine quedó en 23ª posición con tan sólo 14 puntos, siguiendo la estela de malos resultados del país galo en este concurso. 

## Discografía

### Álbumes
- 2009: 20 m²
- 2012: Sans amour mon amour

### Sencillos
- 2009 : "L'homme de la situation"
- 2009 : "Tant de moi"
- 2010 : "Du temps"
- 2011 : "Sans amour"
- 2012 : "Envie d'un manque de problèmes"
- 2013 : "L'enfer et moi"